# 翠屏山街道
翠屏山街道，是中华人民共和国江苏省徐州市云龙区下辖的一个乡镇级行政单位。

## 行政区划
翠屏山街道下辖以下地区：
乔家湖村、长山村和土山寺村。